# Радава (гміна)
Ґміна Радава (пол. Gmina Radawa) — колишня (1934—1939 рр.) сільська ґміна Ярославського повіту Львівського воєводства Польської республіки (1918—1939) рр. Центром ґміни було місто Ярослав.

1 серпня 1934 р. було створено ґміну Радава в Ярославському повіті. До неї увійшли сільські громади: Цитуля, Червона Воля, Молодич, Радава, Сурмачівка, Зарадава.

У середині вересня 1939 року німці окупували територію ґміни, однак вже 26 вересня 1939 року мусіли відступити, оскільки за пактом Ріббентропа-Молотова вона належала до радянської зони впливу. 27.11.1939 постановою Верховної Ради УРСР включена до Любачівського повіту. 17 січня 1940 року територія ввійшла до новоутвореного Синявського району Львівської області. В червні 1941, з початком Радянсько-німецької війни, територія знову була окупована німцями. В липні 1944 року радянські війська оволоділи цією територією.
У жовтні 1944 року західні райони Львівської області віддані Польщі, а українське населення вивезено до СРСР та на понімецькі землі.